# Bojarin Orsja
Bojarin Orsja (ryska: Боярин Орша) är en rysk dramastumfilm från 1909, regisserad av Pjotr Tjardynin. Filmens handling baseras på Michail Lermontovs dikt Bojaren Orsja.

## Rollista
- Pjotr Tjardynin – Orsja
- Aleksandra Gontjarova – Orsjas dotter
- Andrej Gromov – Arsenij